# گشتاور مغناطیسی
گشتاور مغناطیسی یک آهن‌ربا معیاری از تمایل آن به هم‌خط شدن با یک میدان مغناطیسی است. هم میدان مغناطیسی و هم گشتاور مغناطیسی را می‌توان بردارهایی در نظر گرفت که دارای اندازه و جهت هستند. جهت گشتاور مغناطیسی از قطب جنوب آهن‌ربا به قطب شمال آن است. میدان مغناطیسی تولید شده به وسیلهٔ یک آهن‌ربا با گشتاور مغناطیسی آن متناسب است. برای نمونه، یک حلقهٔ حامل جریان الکتریکی، یک آهن‌ربای میله‌ای، یک الکترون، یک مولکول، و یک سیّاره همگی دارای گشتاور مغناطیسی هستند. به بیان دقیق‌تر، واژهٔ گشتاور مغناطیسی معمولاً به گشتاور دو قطبی مغناطیسی سیستم، که نخستین جمله از بسط چندجمله‌ای یک میدان مغناطیسی عمومی است، اشاره دارد. جزء دو قطبی میدان مغناطیسی یک جسم، حول جهت گشتاور دو قطبی مغناطیسی آن جسم متقارن است، و متناسب با معکوس توان ۳ فاصله از آن جسم کاهش می‌یابد.

## واحدها
در سیستم استاندارد بین‌المللی یکاها، بعد گشتاور دو قطبی مغناطیسی برابر مساحت × جریان، L2I، است (مثال‌های زیر را ببینید). این پایه‌ای برای تعریف گشتاور دو قطبی مغناطیسی است. واحد SI برای گشتاور دو قطبی مغناطیسی دارای دو نمایش معادل است:
| ۱ m۲•A = ۱ J/T. |

در سیستم CGS، چند مجموعهٔ مختلف واحدهای الکترومغناطیسی وجود دارد، که اصلی‌ترین آن‌ها ESU, Gaussian، و EMU هستند. در بین این‌ها، دو واحد مختلف (غیر معادل) برای گشتاور دو قطبی مغناطیسی در CGS وجود دارند:
(ESU CGS) 1 statA•cm² = ۳٫۳۳۵۶۴۰۹۵×۱۰−۱۴ (m۲•A or J/T)
و واحد دیگر (که متداول‌تر است):
(EMU CGS and Gaussian-CGS) ۱ ارگ (یکا)/G = ۱ abA•cm² = ۱۰−۳ (m۲•A or J/T).
نسبت این دو واحد غیر معادل CGS (EMU/ESU) دقیقاً برابر سرعت نور در فضای آزاد است که بر حسب cm/s بیان شده باشد.
همهٔ فرمول‌های این مقاله در واحد SI درست هستند، اما در سیستم‌های واحدی دیگر، ممکن است لازم باشد که فرمول‌ها تغییر داده شوند. برای نمونه، در واحدهای SI، یک حلقهٔ دارای جریان I و مساحت A دارای گشتاور مغناطیسی I×A است؛ اما در واحدهای Gaussian گشتاور مغناطیسی برابر I×A/c است.

## دو نوع منبع مغناطیسی
اساساً گشتاور مغناطیسی هر سیستم می‌تواند از دو منبع ناشی شود: ۱) حرکت بارهای الکتریکی، مانند جریان‌های الکتریکی، و ۲) مغناطیسی بودن ذاتی ذرات پایه‌ای، مانند الکترون‌ها
سهم منابعی از نوع نخست را می‌توان با دانستن توزیع همهٔ جریان‌ها (یا، به‌طور معادل، همهٔ بارهای الکتریکی و سرعت‌های آنها) در درون سیستم، با استفاده از فرمول‌های ذیل به دست آورد. از طرف دیگر، اندازهٔ گشتاور مغناطیسی ذاتی هر ذرهٔ پایه، عددی ثابت است که معمولاً به صورت تجربی و با دقت بالا اندازه‌گیری می‌شود. برای نمونه، گشتاور مغناطیسی هر الکترون بر طبق اندازه‌گیری برابر با -۹٫۲۸۴۷۶۴×۱۰–۲۴ J/T است. جهت گشتاور مغناطیسی هر ذرّهٔ پایه کاملاً با جهت چرخش آن ذره به دور خود تعیین می‌شود (علامت منفی مقدار ذکر شده، نشان می‌دهد که گشتاور مغناطیسی هر الکترون، ضدّ موازی چرخش آن به دور خود است).
گشتاور مغناطیسی خالص هر سیستم، جمع برداری سهم‌های یکی از/هر دو نوع منابع است. برای مثال، گشتاور مغناطیسی یک اتم هیدروژن-۱ (سبک‌ترین ایزوتوپ هیدروژن، که از یک پروتون و یک الکترون تشکیل شده‌است) برابر جمع برداری این اجزا است: ۱) گشتاور ذاتی الکترون، ۲) حرکت اوربیتی الکترون حول پروتون، و ۳) گشتاور ذاتی پروتون. به شیوه‌ای مشابه، گشتاور مغناطیسی یک آهن‌ربای میله‌ای برابر جمع گشتاورهای مغناطیسی ذاتی و اوربیتی الکترون‌های "مجزاً ی مادهٔ مغناطیسی است.

## مغناطیس و گشتاور زاویه‌ای
بین گشتاور زاویه‌ای و مغناطیس، رابطه‌ای نزدیک وجود دارد که در مقیاس ماکروسکوپیک به وسیلهٔ «اثر اینشتین-دهاس»، یا «دوران بر اثر مغناطیسی شدن»، و معکوس آن، «اثر بارنت» یا «مغناطیسی شدن بر اثر دوران» بیان می‌شود.
در مقیاس‌های اتمی و زیر اتمی، رابطه به وسیلهٔ نسبت گشتاور مغناطیسی به گشتاور زاویه‌ای، «نسبت ژیرو مغناطیسی» بیان می‌شود.

## گشتاور مغناطیسی کویل‌های دایره‌ای
گشتاور مغناطیسی یک حلقهٔ حامل جریان به مساحت حلقه و جریان آن بستگی دارد. برای مثال، اندازهٔ گشتاور مغناطیسی برای یک کویل دایره‌ای تک دور دارای شعاع cm ۵ که جریان A ۱ را حمل می‌کند به این صورت به دست می‌آید:
{\displaystyle \pi \times (0.05\ \mathrm {m} )^{2}\times (1\;\mathrm {A} )\approx 0.008\;\mathrm {A} \cdot \mathrm {m} ^{2}=0.008\;\mathrm {J/T} \;.}
بردار این گشتاور در راستای عمود بر صفحهٔ حلقه‌است و جهت آن با استفاده از قانون دست راست تعیین می‌شود. دانستن مقدار گشتاور مغناطیسی حلقه می‌تواند برای ثابت کردن این حقایق مورد استفاده قرار گیرد:
در فواصل ،R، بسیار بزرگ‌تر از شعاع حلقه، r=0.05 m، میدان مغناطیسی حلقه به این صورت کم می‌شود:
{\displaystyle (10^{-7}\;\mathrm {T} \cdot \mathrm {m/A} )\times 2\times {\frac {0.008\;\mathrm {A} \cdot \mathrm {m} ^{2}}{R^{3}}}\approx {\frac {1.6\times 10^{-9}\;\mathrm {T} \cdot \mathrm {m} ^{3}}{R^{3}}}} (along the loop's axis)
و
{\displaystyle -(10^{-7}\;\mathrm {T} \cdot \mathrm {m/A} )\times {\frac {0.008\;\mathrm {A} \cdot \mathrm {m} ^{2}}{R^{3}}}\approx -{\frac {0.8\times 10^{-9}\;\mathrm {T} \cdot \mathrm {m} ^{3}}{R^{3}}}} (in the loop's plane).
علامت منفی نشان می‌دهد که جهت میدان در خلاف جهت محور است،
و {\displaystyle 10^{-7}={\mu _{0}}/{4\pi }\,\!}،
در میدان مغناطیسی 0.5 G زمین (۵×10-5 T) عمود بر محور حلقه، حلقه (و همچنین زمین) گشتاوری را تجربه می‌کنند که اندازهٔ آن بر حسب نیوتون-متر برابر است با:
{\displaystyle \tau \approx (0.008\;\mathrm {J/T} )\times (5\times 10^{-5}\;\mathrm {T} )=4\times 10^{-7}\ \mathrm {N} \cdot \mathrm {m} }.
از وجود این گشتاور می‌توان برای ساخت قطب‌نمای الکتریکی استفاده کرد.
اگر این قطب‌نما بتواند محور خود را با میدان زمین موازی کند، مقدار انرژی آزاد شده از سیستم قطب‌نما-زمین، بر حسب ژول، برابر است با:
{\displaystyle U\approx 0.008\;\mathrm {J/T} \times 5\times 10^{-5}\;\mathrm {T} =4\times 10^{-7}\ \mathrm {J} }.
این انرژی می‌تواند به صورت حرارت تلف شود تا بر اصطکاک موجود در سیستم تعلیق قطب‌نما غلبه کند.

## گشتاور مغناطیسی سولنوییدها
گشتاور مغناطیسی یک کویل چند دوره (سولنویید) به صورت جمع برداری گشتاورهای تک تک دورها تعیین می‌شود. در حالتی که همهٔ دورها مانند هم باشند (سیم پیچ تک‌لایه)، گشتاور مغناطیسی برابر گشتاور یک دور ضرب در تعداد دورها در سولنویید است. با دانستن مقدار گشتاور مغناطیسی کلی، از آن می‌توان به همان روش مورد استفاده در مورد یک حلقهٔ تک دور، برای محاسبهٔ میدان در نقاط دور، گشتاور، و انرژی ذخیره شده در میدان خارجی استفاده کرد.

## دو قطبی‌های مغناطیسی
میدان مغناطیسی یک دو قطبی مغناطیسی ایدئال در شکل ۱ نشان داده شده‌است. اما، آن‌گونه که توضیح داده خواهد شد، به دلیل ارتباط ذاتی گشتاور زاویه‌ای و مغناطیس، دو قطبی‌های مغناطیسی در مواد واقعی، دو قطبی‌های مغناطیسی ایدئال نیستند (همان‌گونه که پیش‌تر توضیح داده شد، رابطهٔ بین گشتاور زاویه‌ای و مغناطیس اساس اثر اینشتین-دهاس، دوران بر اثر مغناطیسی شدن، و بر عکس آن، اثر بارنت، مغناطیسی شدن بر اثر دوران، است).

Magnetic field lines around a ”magnetostatic dipole” the magnetic dipole itself is in the center and is seen from the side.

شکل ۱: خطوط میدان مغناطیسی در اطراف یک دو قطبی مگنتو استاتیک. خود دو قطبی مغناطیسی در مرکز بوده و از کنار قابل دیدن است.
میدان مغناطیسی آهن‌رباهای دائمی و همهٔ مواد مغناطیسی از سطح اتمی سرچشمه می‌گیرد. گشتاور مغناطیسی کلی یک اتم به دلیل ترکیب جریان الکترون‌هایی که به دور هستهٔ مادهٔ مغناطیسی می‌چرخند (جزء اوربیتی)، به علاوهٔ یک جزء ناشی از چرخش الکترون‌ها و هسته به دور خود، جزء اسپینی، است (ماهیت واقعی میدان مغناطیسی درونی الکترون‌ها و نوکلئون‌هایی که هسته را می‌سازند، نسبیتی است). جزء اوربیتی این آهن‌رباهای کوچک را می‌توان به صورت حلقه‌های کوچک جریان و دو قطبی‌های مغناطیسی مربوط مدل کرد. گشتاور دو قطبی یک دوقطبی به صورت حاصل‌ضرب جریان در مساحت حلقه تعریف شده و نشان‌گر قدرت آن آهن‌ربا است. اما در مواد مغناطیسی، مانند آلیاژهای آهن، کبالت و نیکل، مغناطیسی بودن تقریباً به صورت کامل بر اثر اسپین است و نه مغناطیس اوربیتی.
گشتاور مغناطیسی ناشی از یک اتم، الکترون یا هسته، آن‌گونه که دو قطبی الکتریکی، ایدئال است، یک دو قطبی ایدئال نیست. اگر به یک دو قطبی مغناطیسی به عنوان یک کرهٔ باردار چرخان بنگریم، رابطهٔ نزدیک بین گشتاور مغناطیسی و گشتاور زاویه‌ای آشکار می‌شود. گشتاور مغناطیسی و گشتاور زاویه‌ای، هر دو با افزایش نرخ چرخش کره افزایش می‌یابند. نسبت این دو پارامتر، گشتاور ژیرو مغناطیسی نامیده شده و معمولاً با نماد γ نمایش داده می‌شود.

## گشتاور مغناطیسی اتم‌ها
برای یک اتم، اسپین‌های الکترون‌های مجزا با هم جمع می‌شوند تا اسپین کلی به دست آید، و گشتاورهای زاویه‌ای اوربیتی هم با هم جمع می‌شوند تا گشتاور زاویه‌ای اوربیتی کلی به دست آید. سپس این دو با استفاده از تزویج گشتاور زاویه‌ای با هم جمع می‌شوند تا گشتاور زاویه‌ای کلی به دست آید. اندازهٔ گشتاور دو قطبی اتمی برابر است با:
{\displaystyle m_{\mathrm {Atom} }=g_{J}{\mu }_{B}{\sqrt {J(J+1)}}\ ,}
که در آن J عدد کوانتومی گشتاور زاویه‌ای کلی، gJ فاکتور لژاندر، و μB پارامتری به نام «مگنتون بور» است. مولفهٔ گشتاور مغناطیسی در جهت میدان مغناطیسی برابر است با:
{\displaystyle m_{\mathrm {Atom} }(z)=-mg_{J}{\mu }_{B}\ ,}
که در آن m عدد کوانتومی مغناطیسی یا «عدد کوانتومی استوایی» نامیده می‌شود و می‌تواند یک از ۲J+۱ مقدار –J،)، …، (J-۱)، و J را داشته باشد. علامت منفی، از بار منفی الکترون ناشی می‌شود.
به دلیل گشتاور زاویه‌ای، دینامیک دو قطبی مغناطیسی در یک میدان مغناطیسی نسبت به دینامیک دو قطبی الکتریکی در میدان الکتریکی متفاوت است. میدان مغناطیسی گشتاوری به دو قطبی مغناطیسی اعمال می‌کند که تمایل دارد دو قطبی را با میدان هم‌خط کند. اما گشتاور با نرخ تغییر گشتاور زاویه‌ای متناسب است و در نتیجه، «حرکت تقدیمی» رخ می‌دهد: جهت اسپین تغییر می‌کند. این رفتار با معادلهٔ «لاندو- لیف شیتز- گیلبرت» بیان می‌شود:
{\displaystyle {\frac {1}{\gamma }}{\frac {d\mathbf {m} }{dt}}=\mathbf {m\times H_{eff}} -{\frac {\lambda }{\gamma m}}\mathbf {m\times } {\frac {d\mathbf {m} }{dt}}\ ,}
در این رابطه، γ نسبت ژیرو مغناطیسی، m گشتاور مغناطیسی، λ نسبت میرایی، و Heff میدان مغناطیسی مؤثر (میدان خارجی به علاوهٔ هر میدان خود به خودی) بوده و «×» علامت ضرب خارجی برداری است. جملهٔ نخست بیان‌گر حرکت تقدیمی گشتاور حول میدان مؤثر بوده و جملهٔ دوم یک عبارت میرایی است که به تلفات انرژی ناشی از تعامل با محیط اطراف مربوط است.

## گشتاور مغناطیسی الکترون‌ها
الکترون‌ها و بسیاری از ذرات پایه‌ای دارای گشتاورهای مغناطیسی ذاتی هم هستند. توصیف این گشتاورها نیازمند رهیافتی بر اساس مکانیک کوانتومی بوده و با گشتاور زاویه‌ای ذاتی ذرات رابطه دارد. این گشتاورهای مغناطیسی ذاتی هستند که اثرات ماکروسکوپیکی مغناطیسی، و سایر پدیده‌ها مانند رزونانس پارامغناطیسی الکترون، را تولید می‌کنند.
گشتاور مغناطیسی الکترون برابر است با:
{\displaystyle {\boldsymbol {\mu }}_{S}=-g_{S}\mu _{B}({\boldsymbol {S}}/\hbar )}
در رابطهٔ بالا، μB مگنتون بور، S اسپین الکترون بوده و فاکتور g الکترون برابر است با:
gs=۲ در مکانیک دیراکی، اما اندکی بزرگ‌تر است،
gs=۲٫۰۰۲۳۱۹۳۰۴۳۶ در واقعیت، به دلیل اثرات کوانتومی الکترو دینامیکی
دوباره مهم است که توجه شود که μ ثابتی منفی است که در اسپین ضرب می‌شود، پس گشتاور مغناطیسی هم راستا با اسپین بوده، ولی در جهت مخالف آن است. این امر را می‌توان با این تصویر کلاسیک درک کرد: اگر تصور کنیم که گشتاور زاویه‌ای ناشی از اسپین بر اثر اسپین جرم الکترون حول یک محور ایجاد شود، به دلیل بار منفی الکترون، جریان الکتریکی که این دوران ایجاد می‌کند در جهتی مخالف جاری می‌شود؛ این حلقه‌های جریان، گشتاوری مغناطیسی ایجاد می‌کنند که در راستای اسپین و در جهت مخالف آن است. پس یک پوزیترون (ذره‌ای مشابه الکترون ولی با بار مثبت) دارای گشتاوری مغناطیسی است که با اسپین موازی است.

## گشتاورهای مغناطیسی هسته
سیستم هسته‌ای، یک سیستم فیزیکی پیچیده‌است که متشکل از نوکلئون‌ها است. نوکلئونها عبارت است از مجموعه از نوترونها و پروتونها که در داخل هسته تشکیل یک خانواده را می‌دهند. از جمله ویژگی‌های مکانیک کوانتومی نوکلئون‌ها، اسپین است. از آنجا که گشتاور الکترومغناطیسی هسته به اسپین نوکلئون‌ها بستگی دارد، می‌توان با اندازه‌گیری گشتاورهای هسته‌ای، و به‌طور دقیق‌تر، گشتاور دو قطبی مغناطیسی هسته، به دیدی از این ویژگی‌ها دست پیدا کرد.
معمول‌ترین هسته‌ها در «وضعیت زمین» خود دیده می‌شوند، اگر چه هسته‌های برخی از ایزوتوپ‌ها دارای حالت‌های بر انگیختهٔ با عمر بالا هستند. هر وضعیت انرژی هسته یک ایزوتوپ خاص با یک گشتاور دو قطبی مغناطیسی تعریف شده مشخص می‌شود. اندازهٔ این گشتاور عددی ثابت است که اغلب به صورت تجربی تا دقت بالایی قابل اندازه‌گیری است. این عدد به شدت به سهم هر یک از نوکلئون‌ها حساس بوده و اندازه‌گیری یا پیش‌بینی مقدار آن می‌تواند اطلاعات مهمی را دربارهٔ محتوای تابع موج هسته‌ای آشکار کند. برای پیش‌بینی مقدار گشتاور دو قطبی مغناطیسی، چند مدل تئوریک و چند روش تجربی وجود دارند که هدف آنها انجام اندازه‌گیری‌ها در هسته به همراه نمودار هسته‌ای است.

## گشتاورهای مغناطیسی مولکول‌ها
هر مولکول دارای اندازهٔ تعریف شده‌ای برای گشتاور مغناطیسی است که به وضعیت انرژی مولکول بستگی دارد. معمولاً گشتاور مغناطیسی کلی یک مولکول ترکیبی از این مؤلفه‌ها است که به ترتیب قدرت آنها آورده شده‌اند:
- گشتاورهای مغناطیسی ناشی از اسپین الکترون‌ها (مؤلفهٔ پارامغناطیسی)، در صورت وجود.
- حرکت اوربیتی الکترون‌ها، که در آن وضعیت زمین معمولاً با میدان مغناطیسی خارجی متناسب است (مؤلفهٔ دیامغناطیسی).
- گشتاور مغناطیسی ترکیبی اسپین‌های هسته‌ای، که به پیکربندی اسپین هسته‌ای بستگی دارد.

## نمونه‌هایی از مغناطیس مولکولی
- مولکول اکسیژن، O۲، به دلیل اسپین دو الکترون بیرونی خود، خاصیت پارامغناطیسی شدیدی از خود نشان می‌دهد.
- مولکول دی‌اکسید کربن، CO۲، بیشتر خاصیت دیامغناطیسی، یک گشتاور مغناطیسی بسیار ضعیف‌تر ناشی از حرکت اوربیتی الکترون‌ها که با میدان مغناطیسی خارجی متناسب است، از خود نشان می‌دهد. در مورد نادری که یک ایزوتوپ مغناطیسی، مانند ۱۳C یا ۱۷O، موجود باشد، مغناطیس هسته‌ای آن در گشتاور مغناطیسی مولکول ظاهر می‌شود.
- مولکول هیدروژن، H۲، در یک میدان مغناطیسی ضعیف (و یا عدم وجود میدان مغناطیسی) از خود مغناطیس هسته‌ای نشان می‌دهد، و می‌تواند از نظر پیکربندی اسپین هسته‌ای، در حالت para- یا ortho- باشد.
- مولکول اکسیژن، O۲، به دلیل اسپین دو الکترون بیرونی خود، خاصیت پارامغناطیسی شدیدی از خود نشان می‌دهد.
- مولکول دی‌اکسید کربن، CO۲، بیشتر خاصیت دیامغناطیسی، یک گشتاور مغناطیسی بسیار ضعیف‌تر ناشی از حرکت اوربیتی الکترون‌ها که با میدان مغناطیسی خارجی متناسب است، از خود نشان می‌دهد. در مورد نادری که یک ایزوتوپ مغناطیسی، مانند ۱۳C یا ۱۷O، موجود باشد، مغناطیس هسته‌ای آن در گشتاور مغناطیسی مولکول ظاهر می‌شود.
- مولکول هیدروژن، H۲، در یک میدان مغناطیسی ضعیف (و یا عدم وجود میدان مغناطیسی) از خود مغناطیس هسته‌ای نشان می‌دهد، و می‌تواند از نظر پیکربندی اسپین هسته‌ای، در حالت para- یا ortho- باشد.

## فرمول‌های محاسبه و مقادیر گشتاورهای مغناطیسی
حلقهٔ صفحه‌ای
در ساده‌ترین حالت، مربوط به یک حلقهٔ صفحه‌ای حامل جریان الکتریکی، گشتاور مغناطیسی به این صورت تعریف می‌شود:
{\displaystyle {\boldsymbol {\mu }}=I\mathbf {a} }
که در آن μ گشتاور مغناطیسی بوده، که بر حسب آمپر در متر مربع، یا به شیوهٔ معادل، ژول بر تسلا، بیان می‌شود، a مساحت برداری حلقهٔ جریان است، که بر حسب متر مربع بیان می‌شود (مولفه‌های x, y و z این بردار، به ترتیب برابر مساحت‌های تصاویر حلقه بر روی صفحات yz, zx و xy هستند)، و I جریان حلقه (که ثابت فرض شده‌است)، یک اسکالر بیان شده بر حسب آمپر، است.
به صورت توافقی، جهت مساحت بردار با قانون دست راست تعیین می‌شود (با خم کردن انگشتان دست راست در جهت جریان حلقه، هنگامی که کف دست لبهٔ خارجی حلقه را لمس می‌کند، جهت انگشت شست جهت مساحت بردار، و در نتیجه جهت گشتاور مغناطیسی، را نشان می‌دهد).
حلقهٔ بستهٔ دلخواه
در مورد یک حلقهٔ بستهٔ دلخواه حامل جریان ثابت I، گشتاور با این رابطه به دست می‌آید:
{\displaystyle {\boldsymbol {\mu }}=I\int d\mathbf {a} }
در این رابطه، da دیفرانسیل مساحت بردار حلقهٔ جریان است.

## توزیع دلخواه جریان
در کلی‌ترین حالت، مربوط به یک توزیع دلخواه جریان در فضا، گشتاور مغناطیسی این توزیع را می‌توان با استفاده از این رابطه به دست آورد:
{\displaystyle {\boldsymbol {\mu }}={\frac {1}{2}}\int \mathbf {r} \times \mathbf {J} \,dV}
در این رابطه،:{\displaystyle dV=r^{2}\sin \theta \,dr\,d\theta \,d\phi }، {\displaystyle \mathbf {r} } دیفرانسیل حجم، r بردار موقعیت که از مبدأ به مکان دیفرانسیل حجم اشاره می‌کند، و J بردار چگالی جریان در آن نقطه‌است.
از رابطه بالا می‌توان برای محاسبهٔ گشتاور مغناطیسی هر مجموعه‌ای از بارهای در حال حرکت، مثلاً یک جسم جامد باردار در حال اسپین، استفاده کرد. برای این کار باید جایگذاری J=ρv انجام شود که در آن، ρ چگالی بار الکتریکی در یک نقطهٔ دلخواه بوده و v سرعت خطی لحظه‌ای آن نقطه‌است.
برای نمونه، گشتاور مغناطیسی تولیدی به وسیلهٔ یک بار الکتریکی که در یک مسیر دایره‌ای در حال حرکت است برابر است با:
{\displaystyle {\boldsymbol {\mu }}={\frac {1}{2}}\,q\,\mathbf {r} \times \mathbf {v} }،
که در آن r موقعیت بار q نسبت به مرکز دایره و v سرعت لحظه‌ای بار است.
برای یک بار نقطه‌ای که به صورت آزادانه در یک میدان مغناطیسی خارجی در حال حرکت است گشتاور مغناطیسی معیاری است از شار مغناطیسی تولید شده به وسیلهٔ ژیراسیون بار در میدان مغناطیسی. گشتاور در خلاف جهت میدان مغناطیسی است (یعنی دیامغناطیسی است) و اندازهٔ آن برابر انرژی جنبشی حرکت دورانی تقسیم بر میدان مغناطیسی است.
برای یک جسم جامد باردار در حال اسپین که نسبت چگالی بار به چگالی جرمی برای آن ثابت است، نسبت گشتاور مغناطیسی به گشتاور زاویه‌ای، که به عنوان نسبت ژیرو مغناطیسی هم شناخته می‌شود، برابر نصف نسبت بار به جرم است. این نشان می‌دهد که یک مجموعهٔ دارای جرم بیشتر از بارهایی که با گشتاور زاویه‌ای یکسانی اسپین دارند، نسبت به همتای سبک‌تر خود گشتاور مغناطیسی ضعیف‌تری خواهند داشت. اگر چه ذرات اتمی را نمی‌توان به صورت دقیق به صورت توزیع‌های بار در حال اسپین و دارای نسبت بار به جرم یکسان در نظر گرفت، این روند عمومی گه‌گاه در دنیای اتمی، که گشتاورهای زاویه‌ای ذاتی ذرات، نسبتاً ثابت‌اند، قابل مشاهده‌است: یک «نیم-رقم» کوچک (اسپین) ضرب در ثابت کاهش یافتهٔ پلانک (h). این پایه‌ای است برای تعریف واحدهای «مگنتون بور» (با فرض نسبت بار به جرم الکترون) و «مگنتون هسته‌ای» (با فرض نسبت بار به جرم پروتون) برای گشتاور مغناطیسی.

## ذرات پایه‌ای
در فیزیک اتمی و هسته‌ای، نماد μ نشان‌دهندهٔ اندازه گشتاور مغناطیسی، که اغلب بر حسب مگنتون بور و مگنتون هسته‌ای بیان می‌شود، مربوط به اسپین ذاتی ذره و/یا حرکت اوربیتی ذره در یک سیستم است. مقادیر گشتاورهای مغناطیسی ذاتی برخی از ذرات در جدول ۱ داده شده‌اند:
| Particle | Magnetic dipole moment in SI units (10−۲۷ J/T) | Spin quantum number (کمیت بدون بعد) |
| -------- | ---------------------------------------------- | ----------------------------------- |
| الکترون  | -۹۲۸۴٫۷۶۴                                      | ۱/۲                                 |
| پروتون   | +۱۴٫۱۰۶۰۶۷                                     | ۱/۲                                 |
| نوترون   | -۹٫۶۶۲۳۶                                       | ۱/۲                                 |
| میون     | -۴۴٫۹۰۴۴۷۸                                     | ۱/۲                                 |
| دوتریوم  | +۴٫۳۳۰۷۳۴۶                                     | ۱                                   |
| triton   | +۱۵٫۰۴۶۰۹۴                                     | ۱/۲                                 |

## چگالی شار مغناطیسی تولید شده به وسیلهٔ گشتاور دو قطبی مغناطیسی
هر سیستمی که دارای یک گشتاور دو قطبی مغناطیسی μ باشد در فضای در بر گیرندهٔ خود یک میدان مغناطیسی دو قطبی تولید می‌کند. اگر چه میدان مغناطیسی برآیند تولید شده به وسیلهٔ سیستم می‌تواند دارای اجزای چند قطبی مرتبهٔ بالاتر هم باشد، این اجزا با فاصله گرفتن از سیستم سریع‌تر افت می‌کنند و بنابراین در فواصل دور از سیستم، تنها مؤلفهٔ دو قطبی است که مؤلفهٔ غالب میدان مغناطیسی سیستم خواهد بود.

## چگالی شار مغناطیسی ناشی از گشتاور دو قطبی در مبدأ و هم خط با محور z
با انتخاب یک دستگاه مختصات که در آن، گشتاور مغناطیسی در مبدأ و محور z هم جهت با گشتاور مغناطیسی سیستم، μ، باشد، محاسبهٔ چگالی شار آسان می‌شود. مؤلفه‌های چگالی شار مغناطیسی دو قطبی تولید شده به وسیلهٔ این دو قطبی در هر نقطهٔ دارای مختصات (x,y،z) را، بر حسب تسلا، می‌توان به این صورت بیان کرد (مختصات بر حسب متر هستند):
{\displaystyle B_{x}(x,y,z)\,=\,{\frac {\mu _{0}}{4\pi }}\,\,3\mu \,{\frac {xz}{(x^{2}+y^{2}+z^{2})^{5/2}}}}
{\displaystyle B_{y}(x,y,z)\,=\,{\frac {\mu _{0}}{4\pi }}\,\,3\mu \,{\frac {yz}{(x^{2}+y^{2}+z^{2})^{5/2}}}}
{\displaystyle B_{z}(x,y,z)\,=\,{\frac {\mu _{0}}{4\pi }}\,\,3\mu \,{\frac {\,z^{2}\!-{\frac {1}{3}}\,(x^{2}+y^{2}+z^{2})\,}{(x^{2}+y^{2}+z^{2})^{5/2}}}\,}،
و نیز، مؤلفهٔ متعامد:
{\displaystyle B_{\perp }(x,y,z)\,=\,{\sqrt {B_{x}^{2}(x,y,z)+B_{y}^{2}(x,y,z)}}\,=\,{\frac {\mu _{0}}{4\pi }}\,\,3\mu \,{\frac {z{\sqrt {x^{2}+y^{2}}}}{(x^{2}+y^{2}+z^{2})^{5/2}}},\,}
در این روابط، μ۰ ثابت مغناطیسی، π عدد پی، μ اندازهٔ μ، و x, y و z مختصاتی هستند که بر حسب اینچ اندازه‌گیری می‌شوند.
چگالی شار مغناطیسی ناشی از یک گشتاور مغناطیسی واقع در مبدأ که دارای جهت‌گیری دلخواه است
اگر این محدودیت را که گشتاور مغناطیسی، μ، در جهت محور z است در نظر نگیریم، روابطی عمومی‌تر به دست می‌آیند:
{\displaystyle B_{x}(x,y,z)\,=\,{\frac {\mu _{0}}{4\pi }}\,\,\left({\frac {3(mx+ny+pz)x}{(x^{2}+y^{2}+z^{2})^{5/2}}}-{\frac {m}{(x^{2}+y^{2}+z^{2})^{3/2}}}\right)}
{\displaystyle B_{y}(x,y,z)\,=\,{\frac {\mu _{0}}{4\pi }}\,\,\left({\frac {3(mx+ny+pz)y}{(x^{2}+y^{2}+z^{2})^{5/2}}}-{\frac {n}{(x^{2}+y^{2}+z^{2})^{3/2}}}\right)}
{\displaystyle B_{z}(x,y,z)\,=\,{\frac {\mu _{0}}{4\pi }}\,\,\left({\frac {3(mx+ny+pz)z}{(x^{2}+y^{2}+z^{2})^{5/2}}}-{\frac {p}{(x^{2}+y^{2}+z^{2})^{3/2}}}\right)}
در این روابط، (m,n،p) مؤلفه‌های گشتاور مغناطیسی μ، در جهت (x,y،z) هستند.
معادلات بالا را می‌توان به صورت برداری به این ترتیب نوشت:
{\displaystyle \mathbf {B} (x,y,z)\,=\,{\frac {\mu _{0}}{4\pi }}\,{\frac {3\mathbf {r} ({\boldsymbol {\mu }}\cdot \mathbf {r} )-{\boldsymbol {\mu }}r^{2}}{r^{5}}}}
هم کرل و هم دیورژانس این میدان برابر صفر هستند. هنگامی که بیش از یک گشتاور مغناطیسی موجود باشد، میدان مغناطیسی کلی برابر مجموع میدانهای هر گشتاور مغناطیسی است